# Kanton Bondy
Kanton Bondy is een kanton van het Franse departement Seine-Saint-Denis.

## Geschiedenis
Het kanton is op 22 maart 2015 gevormd uit de op die dag opgeheven kantons Bondy-Nord-Ouest en -Sud-Est, de gemeente Les Pavillons-sous-Bois van het eveneens op die dag opgeheven kanton Les Pavillons-sous-Bois en een deel van de gemeente Bobigny. Het kanton Bondy maakt deel uit van het arrondissement Bobigny.

## Gemeenten
Het kanton Bondy omvat de volgende gemeenten:
- Bobigny (deels)
- Bondy
- Les Pavillons-sous-Bois